# Tuviah Friedman
Tuviah Friedman (טוביה פרידמן), född 23 januari 1922 i Radom, död 13 januari 2011 i Haifa, var en polsk-israelisk nazistjägare och författare. Han förestod Institutet för dokumentation av nazistiska krigsförbrytelser, beläget i Haifa.

## Biografi
Under andra världskriget överlevde Friedman flera koncentrationsläger. Hans föräldrar och två syskon mördades av nazisterna. Efter kriget gjorde Friedman det till sin uppgift att söka upp och föra nazistiska krigsförbrytare till rättvisa. Han hjälpte bland annat till med att finna och fånga Adolf Eichmann. Om detta skriver han i boken Jagad: hur en av världskrigets största krigsförbrytare fångades, utgiven på Tidens förlag 1961.